# 下市町情報センター
下市町情報センター（しもいちちょうじょうほうセンター）は、奈良県吉野郡下市町が運営する町営ケーブルテレビ局である。開局は1974年（昭和49年）11月と自治体運営のケーブルテレビ局として最も古く、コミュニティチャンネル（SIC5ch）を町民への情報源とするケーブルテレビである。2009年にこまどりケーブルに移管された。
- 愛称 しもいちテレビ
- 略称 SIC

## 局舎所在地
- 奈良県吉野郡下市町1960下市町農村環境改善センター

## デジタル化の経過等
- 2009年の時点で、デジタル放送対応となっていない設備を対応のものとする計画が進行中で、町営ケーブルテレビ局のサービスは2009年12月に終了し、こまどりケーブル株式会社によるサービスが開始される予定とされていた。（出典「広報しもいち　2009年3月号）
- 下市町情報センターにより実施されていた主なテレビ放送サービスは2009年末で終了したが、下市町自主放送番組「ワイドしもいち」等は、2010年以降も継続された。（出典「広報しもいち　各号）
- 「広報しもいち」2010年（平成22年）1月号にて、「下市町情報センター条例」を廃止して「下市町有線テレビジョン放送施設条例」を制定するという記事掲載。
- 「広報しもいち」2010年（平成22年）9月号にて、「デジアナ変換」を実施するチャンネルについて公表。